# Malik Raiah
Malik Raiah né le 20 septembre 1992 à Tizi Ouzou est un footballeur algérien qui évolue au poste de milieu défensif.

## Biographie
Formé à la JS Kabylie, Raiah se distingue par de très bons matchs et finit par s'imposer comme une pièce maîtresse de l’échiquier de la JSK, où il joue en sept saisons 181 matchs.
En 2018, son contrat arrive à expiration, et faute de ne pas avoir trouvé un terrain d'entente avec la direction de la JSK, il signe un contrat de deux saisons, au profit du club algérois du NA Hussein Dey.
En 2019, il revient, à la JSK.
En 2021, il signe, au CS Sfaxien.
En 2022, il signe en deuxième division saoudienne, à Al-Jabalain. Il est libéré, fin janvier 2023, par le club.

## Palmarès
- Vainqueur de la Coupe de la Ligue algérienne en 2021 avec la JS Kabylie.
- Vice-champion d'Algérie en 2014 avec la JS Kabylie.
- Finaliste de la Coupe d'Algérie en 2014 et 2018 avec la JS Kabylie.
- Finaliste de la Coupe de la confédération 2020-2021 avec la JS Kabylie.
- Finaliste de la Supercoupe de Tunisie en 2021 avec le CS Sfaxien.